# Anna Dodge
Pour les articles homonymes, voir Dodge (homonymie).
Anna Dodge est une actrice américaine née le 18 octobre 1867 à River Falls (Wisconsin) et décédée d'une pneumonie le 4 mai 1945 à Los Angeles (Californie).

## Biographie
Elle fut l'épouse de George Hernandez.
Elle tourna dans nombre de films sous le nom d' Anna Dodge, puis d' Anna Hernandez.

## Filmographie partielle
- 1911 : Old Billy
- 1911 : A Sacrifice to Civilization
- 1911 : Range Pals
- 1911 : The Craven Heart
- 1911 : Their Only Son
- 1911 : Captain Brand's Wife
- 1911 : Stability vs. Nobility
- 1911 : Told in the Sierras
- 1911 : The Herders
- 1911 : Where There's a Will, There's a Way
- 1911 : The Regeneration of Apache Kid
- 1911 : Shipwrecked
- 1911 : It Happened in the West
- 1911 : The Still Alarm
- 1911 : On Separate Paths
- 1911 : Slick's Romance
- 1911 : The Blacksmith's Love
- 1911 : The White Medicine Man
- 1911 : In the Days of Gold
- 1911 : The Coquette
- 1911 : The Right Name, But the Wrong Man
- 1911 : A Frontier Girl's Courage
- 1911 : The Little Widow
- 1911 : How Algy Captured a Wild Man
- 1911 : Lieutenant Grey of the Confederacy
- 1911 : Little Injin
- 1911 : Making a Man of Him
- 1911 : A Diamond in the Rough
- 1911 : Out-Generaled
- 1912 : Shanghaied
- 1912 : Bounder
- 1912 : The Love of an Island Maid
- 1912 : The Shuttle of Fate
- 1912 : A Sad Devil
- 1912 : The Fisherboy's Faith
- 1912 : The Great Drought
- 1912 : The End of the Romance
- 1912 : The Indelible Stain
- 1912 : The Peacemaker, de Francis Boggs
- 1912 : The Price He Paid
- 1912 : In Exile
- 1912 : A Crucial Test
- 1912 : The Girl and the Cowboy
- 1912 : The Substitute Model
- 1912 : The Professor's Wooing
- 1912 : A Messenger to Kearney
- 1912 : Disillusioned
- 1912 : The New Woman and the Lion
- 1912 : Land Sharks vs. Sea Dogs
- 1912 : The Junior Officer
- 1912 : The Vintage of Fate de Lem B. Parker
- 1912 : Kings of the Forest
- 1912 : The Danites
- 1912 : Saved by Fire de Lem B. Parker
- 1912 : Harbor Island de Lem B. Parker
- 1913 : The Story of Lavinia
- 1913 : Hiram Buys an Auto
- 1913 : The Tide of Destiny
- 1915 : The Rosary
- 1915 : The Circular Staircase
- 1917 : The Smoldering Spark
- 1917 : L'Escapade de Corinne (Indiscreet Corinne) de John Francis Dillon
- 1917 : A Midnight Mystery
- 1918 : Héritière d'un jour (Heiress for a Day) de John Francis Dillon
- 1918 : Nancy Comes Home de John Francis Dillon
- 1918 : Mlle. Paulette de Raymond Wells
- 1918 : La Revanche de Betty (Betty Takes a Hand) de John Francis Dillon
- 1918 : The Lonely Woman de Thomas N. Heffron
- 1921 : Rêve de seize ans (Molly O') de F. Richard Jones
- 1922 : Un derby sensationnel (The Kentucky Derby) de King Baggot
- 1922 : Le Dernier des Don Farel (The Pride of Palomar) de Frank Borzage
- 1923 : Vedette d'occasion (The Extra Girl) de F. Richard Jones
- 1924 : Le Glaive de la loi (Name the Man) de Victor Sjöström
- 1929 : Midnight Daddies de Mack Sennett